# Saschko Gawriloff
Siegfried Jordan Saschko Gawriloff (* 20. Oktober 1929 in Leipzig) ist ein deutscher Violinist und Hochschullehrer.

## Leben
Saschko Gawriloff erhielt den ersten Violinunterricht durch seinen Vater, der Violinist im Gewandhausorchester Leipzig war. Danach studierte er bei Hans Hilf, Walther Davisson, Gustav Havemann und Martin Kovacz, letzterer war ein Schüler von David Oistrach und Jenő Hubay. Unmittelbar nach dem Studium trat er 1947 als noch 17-Jähriger die Stelle als Konzertmeister der Dresdner Philharmonie an und wechselte im Folgejahr zu den Berliner Philharmonikern und 1949 zum Radio-Sinfonieorchester Berlin jeweils in derselben Position, in der er außerdem beim Opernorchester Frankfurt und dem Hamburger Sinfonieorchester spielte. Er gewann zahlreiche internationale Preise, darunter den zweiten Preis im Paganini-Wettbewerb in Genua 1959 und den Kulturförderpreis der Stadt Nürnberg 1960.
1957 trat er eine Professur in Nürnberg an, 1966 wechselte er als Professor zur Nordwestdeutschen Musikakademie Detmold und 1969 an die Folkwangschule in Essen, wo er unter anderem Reinhard Goebel unterrichtete. Ab 1963 nahm er als Musiker und Dozent an den Internationalen Ferienkursen für Neue Musik in Darmstadt teil. Er folgte 1982 Max Rostal als Professor an der Hochschule für Musik Köln, diese Tätigkeit hatte er bis 1996 inne. Seit dem Wintersemester 2010 ist Gawriloff Gastprofessor an der Hochschule für Musik Hanns Eisler Berlin. Zu seinen Schülern zählt der Geiger Frank Peter Zimmermann.
Als Solist trat er mit zahlreichen renommierten Orchestern auf und mit Dirigenten wie Georg Solti, Pierre Boulez, Christoph von Dohnányi, Eliahu Inbal, Michael Gielen, Esa-Pekka Salonen, Markus Stenz, Péter Eötvös, Gary Bertini und Alfred Schnittke.
Mit großer Beachtung spielte er 1992 mit dem Ensemble Modern die Weltpremiere des ihm selber gewidmeten Violinkonzertes von György Ligeti, ein Jahr später erfolgte die amerikanische Premiere mit dem Los Angeles Philharmonic unter der Leitung des finnischen Dirigenten und Komponisten Esa-Pekka Salonen. In den folgenden zehn Jahren führte er das Werk rund siebzigmal auf.
Saschko Gawriloff spielte bis 1996 auf der Stradivari „de Ahna“ von 1683. Gawriloffs Sohn Matthias ist ebenfalls Musiker und spielt Klarinette.